# Лере (Чад)
Лере (фр. Léré) — город на юге Чада, расположенный на территории региона Западное Майо-Кеби. Административный центр департамента Лак-Лере.

## Географическое положение
Город находится в северо-западной части региона, на северном берегу одноимённого озера, вблизи места впадения в него реки Майо-Кеби, на высоте 276 метров над уровнем моря.
Лере расположен на расстоянии приблизительно 80 километров к северо-западу от Палы, административного центра региона и на расстоянии 287 километров к юго-юго-западу (SSW) от Нджамены, столицы страны.

## Население
По данным переписи 2010 года численность населения Лере составляла 19 900 человек.
Динамика численности населения города по годам:
| 1993   | 2000   | 2010   |
| ------ | ------ | ------ |
| 12 615 | 15 200 | 19 900 |